# Statsministeriet
Statsministeriet (færøsk: Forsætisráðið; grønlandsk: Naalagaaffimmi Ministereqarfik) er statsministerens sekretariat og bistår statsministeren med ledelsen af regeringsarbejdet.
Under Statsministeriet hører sager, der vedrører
- Kongeriget Danmark (Rigsfællesskabet) dvs. forholdet mellem Danmark, Færøerne og Grønland,
- forholdet til kongehuset,
- pressens forhold samt sager, der vedrører
- stats- og forfatningsretlige spørgsmål,
- forretningernes fordeling,
- ministres udnævnelse, afskedigelse mv.

Statsministeriet består af et ministersekretariat, som er en stabsfunktion under statsministeren, og en departementschef, hvorunder der er tre områder for henholdsvis 1) udenrigs- og forsvarspolitiske forhold, 2) økonomi og indenrigspolitiske forhold, samt 3) medieforhold, Færøerne og Grønland, ministeriets egen administration og statsforfatningsret. Under Statsministeriet hører også de to rigsombudsmænd henholdsvis på Færøerne og i Grønland.
Statsministeriet har ca. 70 ansatte og har kontorer på Christiansborg Slot (Prins Jørgens Gård 11, 1218 København K).

## Departementschefer
Se i øvrigt: Statsministeriets departementschef.
- Barbara Bertelsen[1] 2020-
- Christian Kettel Thomsen 2010-2020
- Karsten Dybvad[2] 2005-2010
- Eigil Jørgensen[3] 1964-1972

## Kunst
Statsministeriet er i besiddelse af en større samling malerier af L.A. Ring.
Malerierne var samlet af direktør O.P. Christensen der ved donation overdrog malerierne i 1955.
Flere malerier hænger i Statsministeriet på Slotsholmen, andre findes på
Udenrigsministeriets repræsentationer i Norden og på Marienborg.
Det store maleri I Høst er permanent udlånt til Statens Museum for Kunst.